# Юсіф Бу Аріш
Юсіф Бу Аріш (нар. 25 листопада 2000) — саудійський плавець.
Учасник Олімпійських Ігор 2020 року, де в попередніх запливах на дистанції 100 метрів батерфляєм посів 55-те місце (останнє серед тих, що не фінішували) і не потрапив до півфіналів.